# Oliver Giesecke
Oliver Giesecke (* 12. Juli 1988 in Arnstadt) ist ein deutscher Straßenradrennfahrer.
Oliver Giesecke gewann bei der Trofeo Karlsberg 2006 zwei Etappen und konnte so auch die Gesamtwertung für sich entscheiden sowie die Bergwertung. Ab 2007 fuhr er für das Thüringer Energie Team. In seinem ersten Jahr dort wurde er Zweiter bei Rund um den Sachsenring hinter Tobias Erler und konnte so die U23-Wertung gewinnen. Nach der Saison 2008 beendete Giesecke seine Karriere als Radsportler.

## Erfolge
2006
- Gesamtwertung und zwei Etappen Trofeo Karlsberg (Junioren)

## Teams
- 2007 Thüringer Energie Team
- 2008 Thüringer Energie Team